# Stanisław Wasylewski
Stanisław Wasylewski (ur. 18 grudnia 1885 w Stanisławowie, zm. 26 lipca 1953 w Opolu) – polski dziennikarz, eseista, krytyk literacki, tłumacz, autor opracowań pamiętników, starszy brat dziennikarza Bolesława Wasylewskiego.

## Życiorys
Syn Bolesława i Jadwigi ze Starklów. Uczył się w gimnazjach w Stryju i Lwowie wraz z Kornelem Makuszyńskim, Juliuszem Kleinerem i Rudolfem Weiglem. W 1904 roku zdał maturę i podjął studia historyczne i polonistyczne na Uniwersytecie Lwowskim. W latach 1905–1910 był kolejno: wolontariuszem, stypendystą i asystentem Zakładu Narodowego im. Ossolińskich. We Lwowie mieszkał do roku 1927, redagując „Gazetę Poranną”, tygodnik satyryczno-polityczny „Szczutek” i „Słowo Polskie”. W 1927 przeniósł się do Poznania, gdzie w Wydawnictwie Polskim R. Wegnera redagował serię Biblioteka Laureatów Nobla. Współpracował także z czasopismami poznańskimi m.in. Tęczą oraz z redakcjami rozgłośni radiowych Poznania i Warszawy. W 1932 roku obronił pracę doktorską z filozofii na Uniwersytecie Poznańskim. Był laureatem nagrody literackiej Poznania (1937).
Po wybuchu II wojny światowej, kampanii wrześniowej i agresji ZSRR na Polskę z 17 września 1939 wszedł w skład konspiracyjnej Rady Narodowej we Lwowie, podległej rządowi RP na uchodźstwie (innymi członkami byli Artur Hausner, ks. Józef Panaś, Adam Bogdanowicz, płk dr Aleksander Domaszewicz, Jan Szczyrek). Okupację przeżył we Lwowie. Na polecenie wywiadu Armii Krajowej współpracował z proniemiecką „Gazetą Lwowską” pisząc felietony o polskich zabytkach w Małopolsce Wschodniej. W 1945 został za to potępiony przez Związek Zawodowy Literatów Polskich, jednak rok później został zrehabilitowany przez sąd (ponadto rola Wasylewskiego była pozytywnie oceniona przez lwowskie środowisko emigracyjne po wojnie). Po przymusowym wysiedleniu ze Lwowa w 1944 roku przez trzy lata mieszkał w Krakowie, po czym przeniósł się do Opola.
Zmarł w Opolu. Pochowany z żoną Stanisławą (1898–1965) na cmentarzu komunalnym w Opolu-Półwsi (sektor 2 zasłużonych, rząd 2, nr 9).

## Twórczość
Jest autorem wielu książek dotyczących Lwowa. Pisał – z wdziękiem, erudycją i humorem – poczytne eseje i szkice historyczne poświęcone głównie polskiej kulturze obyczajowej i literackiej okresu oświecenia i romantyzmu, m.in. (podano dane pierwszego wydania):
- U księżnej pani, Wydawnictwo Polskie, Lwów oraz E. Wende i S-ka, Warszawa 1917
- Na dworze króla Stasia, Wydawnictwo Polskie, Lwów – Kraków 1919
- W srebrnym dworku z modrzewia, Wydawnictwo Polskie, Lwów oraz E. Wende i S-ka, Warszawa 1919
- Romans prababki, Wydawnictwo Polskie, Lwów 1920
- Przypadki Króla Jegomości, Wydawnictwo Polskie, Lwów – Poznań 1920
- Opowieści dziewczęce. Ustępy z pamiętników młodych panien (1776–1866), Wydawnictwo Polskie, Lwów – Poznań 1920
- O miłości romantycznej, Księgarnia Wydawnicza H. Altenberga, Lwów oraz Wydawnictwo Polskie, Poznań 1921
- Sprawy ponure. Obrazy z kronik sądowych wieku Oświecenia, Wydawnictwo Polskie, Lwów – Poznań 1922
- Pod urokiem zaświatów, Wydawnictwo Polskie, Lwów – Poznań 1923
- Klasztor i kobieta. Studium z dziejów kultury polskiej w średniowieczu, Wydawnictwo Polskie, Poznań 1923
- Ducissa Cunegundis. Powieść z wieku trzynastego, Wydawnictwo Zakładu Narodowego im. Ossolińskich, Lwów 1923
- Portrety pań wytwornych, Księgarnia Wydawnicza H. Altenberga, Lwów oraz Gebethner i Wolff, Warszawa 1924
- Zerwana kokarda, Wydawnictwo Polskie, Poznań 1927
- Twarz i kobieta, Wydawnictwo Polskie (R. Wegner), Poznań 1930
- Na śląsku opolskim, Wydawnictwa Instytutu Śląskiego, Katowice oraz Nasza Księgarnia, Warszawa 1937
- Niezapisany stan służby, Wydawnictwo J. Przeworskiego, Warszawa 1937
- Karolina Sobańska. Występne życie i złoczyny tajnej ajentki wywiadu carskiego, Wydawnictwo Literackie, Kraków 1959
- Życie polskie w XIX wieku, Wydawnictwo Literackie, Kraków 1962

oraz wspomnienia:
- Pod kopułą lwowskiego Ossolineum. Pamiętnik stypendysty i asystenta Zakładu Narodowego im. Ossolińskich w latach 1905–1910, Zakład Narodowy im. Ossolińskich, Wrocław 1959
- Czterdzieści lat powodzenia. Przebieg mojego życia, Zakład Narodowy im. Ossolińskich, Wrocław 1959

i książki o Lwowie, m.in.:
- Historje lwowskie, Wydawnictwo Polskie, Lwów – Poznań 1921
- Bardzo przyjemne miasto, Wydawnictwo Polskie, Poznań 1929
- Lwów, Wydawnictwo Polskie (R. Wegner), Poznań 1931

## Ordery i odznaczenia
- Krzyż Oficerski Orderu Odrodzenia Polski (11 listopada 1937)[10][11]
- Złoty Wawrzyn Akademicki (7 listopada 1936)[12]

## Upamiętnienie
W Opolu i Nysie znajdują się ulice Stanisława Wasylewskiego.